# The Gunns
The Gunns são uma dupla de wrestling profissional, composta pelos irmãos Austin e Colten Gunn, filhos do lutador profissional Billy Gunn. Eles estão atualmente competindo pela All Elite Wrestling (AEW), onde conquistaram por uma vez o AEW World Tag Team Championship.
Austin e Billy começaram a se unir no circuito independente em 2017, antes de Austin estrear na AEW como parceiro de dupla de Billy em 2020. Os dois começaram a se unir como The Gunn Club. Eles se tornaram um trio no final daquele ano, quando Colten estreou na AEW e se juntou ao grupo e eles se uniram pelos próximos dois anos, até que Austin e Colten se voltaram contra Billy em favor de ficar do lado de Stokely Hathaway. Eles logo pararam de usar o nome Gunn Club e começaram a se referir a si mesmos simplesmente como "The Gunns". Eles alcançaram grande sucesso em 2023, vencendo o AEW World Tag Team Championship.

## História

### Circuito independente (2017–presente)
Austin Gunn fez sua estreia no wrestling profissional em 18 de março de 2017, ao se juntar a seu pai Billy Gunn em um evento da Sunbelt Wrestling Entertainment contra Adam Rose, Deimos e Justin Oversheet em uma luta handicap, que Austin e Billy venceram. A dupla de pai e filho se uniu em mais algumas ocasiões no circuito independente.
Austin e Colten Gunn venceriam seu primeiro título de wrestling profissional em um evento da New South Wrestling chamado Resurrection em 11 de março de 2022, onde derrotaram TME (Duke Davis e Ganon Jones Jr.) para vencer o New South Tag Team Championship. Duas semanas depois, no Royal Glory, eles perderam os títulos para The Bad News Boyz (Brandon Tate e Brent Tate) em uma luta three-way, também envolvendo Facade e James Storm.

### All Elite Wrestling

#### The Gunn Club (2020–2022)

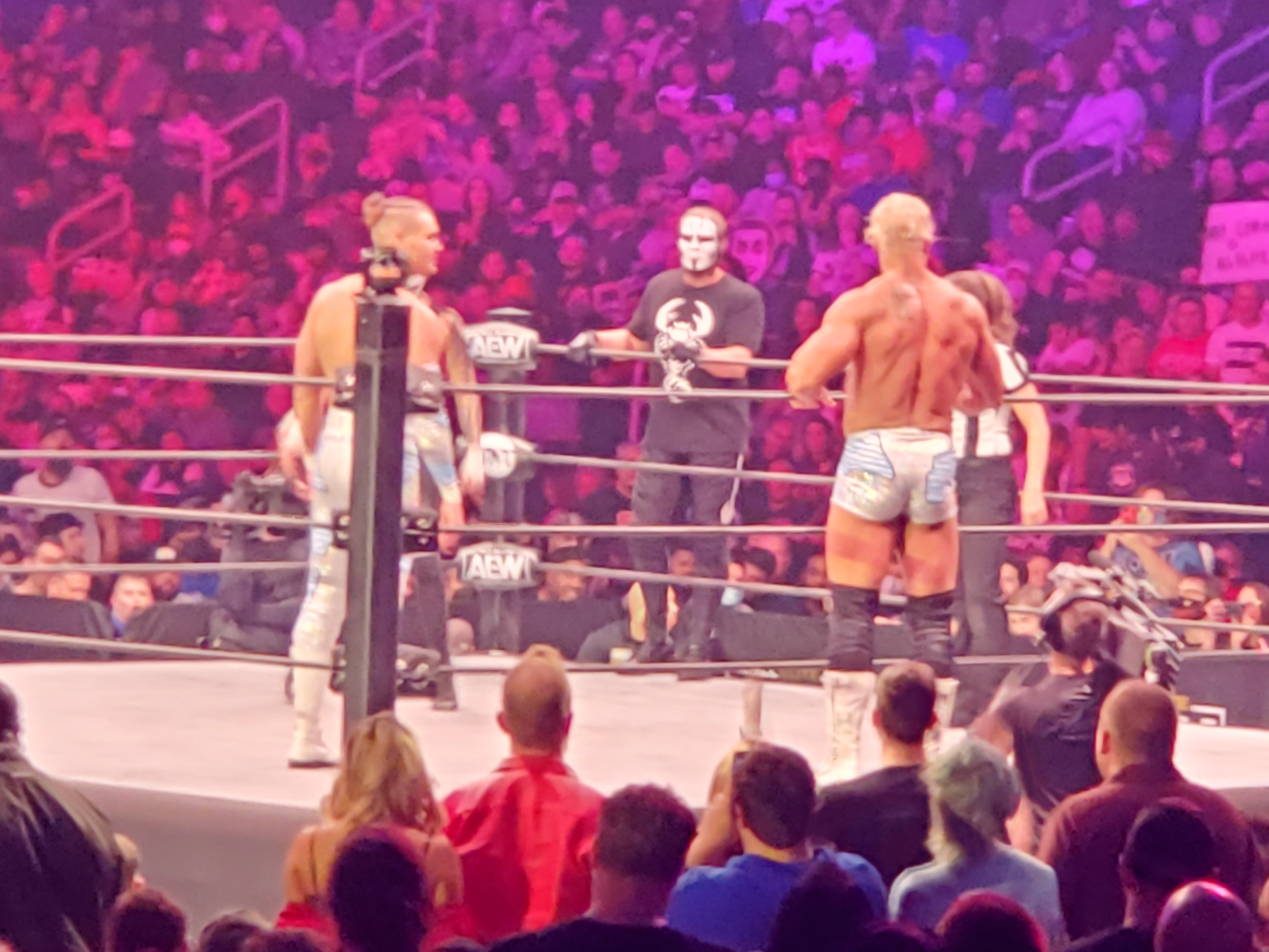
Gunn Club competing in a tag team match on Dynamite.

Billy Gunn juntou-se à promoção All Elite Wrestling no início de 2019, como produtor e um lutador ocasional. Seu filho Austin estreou pela AEW em uma luta não televisionada durante uma gravação do AEW Dark em 1º de janeiro de 2020, quando Austin e Billy derrotaram Preston Vance e Shawn Spears. A estreia televisionada de Austin na AEW ocorreu no episódio de 14 de janeiro do Dark, quando Austin e Billy, conhecidos como "The Gunn Club", derrotaram Peter Avalon e Shawn Spears. O Gunn Club se estabeleceram como faces, vencendo suas lutas anteriores no Dark ao longo do ano, até o episódio de 15 de setembro do Dark, onde se uniram a Private Party (Isaiah Kassidy e Marq Quen) contra The Dark Order (Alex Reynolds, Evil Uno, John Silver e Stu Grayson) em uma luta de quartetos, que a Dark Order venceu. A primeira luta do Gunn Club como um time no Dynamite ocorreu em 4 de novembro, onde eles se uniram a Cody Rhodes para derrotar os membros da Dark Order Colt Cabana, John Silver e 10 em uma luta de trios.
No episódio de 17 de novembro do Dark, o Gunn Club se expandiu para um trio quando o filho mais velho de Billy, Colten, fez sua estreia no wrestling profissional ao se juntar a Billy e Austin para derrotar Bshp King, Joey O'Riley e Sean Maluta. Austin e Colten fizeram sua estreia no pay-per-view no Revolution em 7 de março de 2021, participando da Casino Tag Team Royale como os participantes nº 5 e nº 6, por uma futura oportunidade pelo AEW World Tag Team Championship. Ambos foram eliminados por QT Marshall. O Gunn Club teve uma corrida bem-sucedida no Dark ao longo de 2021, vencendo todas as lutas de duplas e de trios. Seu sucesso continuou em 2022, resultando em Austin e Colten no topo do ranking de duplas da AEW em 9 de fevereiro, com um recorde de duplas de 3 vitórias e 0 derrotas em 2022. Como resultado, Austin e Colten receberam uma oportunidade pelo AEW World Tag Team Championship contra o Jurassic Express (Jungle Boy e Luchasaurus) no episódio de 11 de fevereiro do Rampage, que eles não conseguiram vencer. Austin e Colten falhariam nas lutas subsequentes para se tornarem desafiantes nº 1 nos episódios de 23 de fevereiro e 2 de março do Dynamite para ganharem outra oportunidade pelos títulos.
Durante esse tempo, o Gunn Club transformou-se em heels ao formar uma aliança com a The Acclaimed (Anthony Bowens e Max Caster). Caster começou a se associar ao Gunn Club com mais frequência depois que Bowens sofreu uma lesão no joelho em maio. Eles começaram a aparecer mais no Dynamite e Rampage, começando com o episódio de 1º de junho do Dynamite, onde perderam para CM Punk e FTR (Cash Wheeler e Dax Harwood). No episódio especial do Rampage: Road Rager, Caster e o Gunn Club derrotaram Ruffin It (Bear Boulder, Bear Bronson e Leon Ruffin). No AEW x NJPW: Forbidden Door, todo o trio do Gunn Club se uniu a Caster para derrotar Alex Coughlin, Kevin Knight, The DKC e Yuya Uemura.
No episódio Blood and Guts do Dynamite, Caster and Gunn Club perderam para Danhausen e FTR, depois que Bowens acidentalmente atingiu Austin com sua muleta. Austin e Colten confrontaram a Acclaimed após a luta e deixaram o ringue, enquanto Billy ficou com a Acclaimed. Na semana seguinte, no Dynamite, a Acclaimed e o Gunn Club derrotaram Fuego Del Sol e Ruffin It em uma luta de quartetos. No entanto, Billy atacou a Acclaimed após a luta devido a divergências entre as duas equipes. Isso resultaria no Gunn Club enfrentando a Acclaimed em uma dumpster match no episódio de 3 de agosto do Dynamite, que o Gunn Club perdeu. Billy tentou se reconciliar com Austin e Colten no episódio de 17 de agosto do Dynamite, mas Stokely Hathaway apareceu no palco e Austin e Colten se voltaram contra Billy atacando-o e ficando do lado de Hathaway, o que resultou na Acclaimed fazendo a defesa e formando um aliança com Billy. Isso marcou a remoção de Billy do Gunn Club.

#### The Gunns (2022–presente)
Austin e Colten retomaram sua aliança com Stokely Hathaway, quando se juntaram a seu grupo de lutadores The Firm e mudaram seu nome para The Gunns. Os Gunns começram a zombar da FTR, imitando-os durante suas lutas, incluindo também atacá-los após a sua luta no Final Battle. Isso levou a uma luta entre as duas equipes no episódio Holiday Bash do Dynamite, que os Gunns venceram.
No episódio de 8 de fevereiro do Dynamite, os Gunns derrotaram a The Acclaimed para conquistarem o AEW World Tag Team Championship. Os Gunns defenderam os títulos com sucesso duas vezes. Eles citaram a FTR entre os times que haviam derrotado, durante uma entrevista pós-luta, o que levou o FTR a retornar à AEW e atacar os Gunns. Na edição de 5 de abril do Dynamite, os Gunns perderam os títulos para a FTR em uma luta título x carreira.

## Títulos e prêmios
- All Elite Wrestling
  - AEW World Tag Team Championship (1 vez)[49]
- New South Wrestling
  - New South Tag Team Championship (1 vez)